# Vòng quanh thế giới trong 80 ngày
Vòng quanh thế giới trong 80 ngày (tiếng Pháp: Le Tour du monde en quatre-vingts jours) là một tiểu thuyết phiêu lưu cổ điển của nhà văn Pháp Jules Verne, xuất bản lần đầu tiên năm 1873. Trong truyện, Phileas Fogg ở Luân Đôn và tùy tùng người Pháp vừa thuê tên là Passepartout cố gắng đi vòng quanh thế giới trong 80 ngày để đạt giải thưởng 20.000 bảng Anh do bạn của ông tại Câu lạc bộ Cải cách đưa ra.

## Nhân vật và tính cách
- Phileas Fogg: điềm tĩnh, thông minh, có nguyên tắc
- Người tùy tùng Jean Passepartout (có bản dịch cho là Vạn Năng): chính trực, dũng cảm, tốt bụng
- Phu nhân Auoda, vợ Phileas Fogg sau này: dịu dàng, quý phái, thông minh
- Thanh tra Fix: đa nghi, giàu trách nhiệm
- Thiếu tướng Francis
- Ông chủ gánh xiếc Batulcar
- Đại tá Proctor
- Vị chỉ huy ở doanh trại quân đội
- Thuyền trưởng Speedy
- Những người bạn chơi bài của Phileas Fogg ở Câu lạc bộ Cải Cách

## Hoàn cảnh ra đời
Sau chiến tranh giữa quyền xâm chiếm của nước Anh vào nước Pháp vào Waterloo năm 1815, nước Pháp đang lâm vào cuộc khủng hoảng nghiêm trọng về quyền độc lập và phát triển Cuộc cải cách "Xây dựng nền Cộng hòa cho đất nước" từ những năm 1820-1875. Sau khi thực dân Anh xin rút khỏi Khải Hoàn Môn, Tháp Elise, ... ; nước Pháp đã xây dựng cải cách về nền Cộng hòa mới. Nhà văn Pháp, ông Jules Verne đã sáng tác chính tác phẩm này bằng hình ảnh thực kì mới, hiện tượng thiên nhiên, ... và vẻ đẹp của bức tranh chất phác của người dân thủ đô Paris êm đềm này.

## Nội dung
Câu chuyện bắt đầu ở Luân Đôn vào ngày 2 tháng 10 năm 1872. Phileas Fogg là một người đàn ông giàu có, cô độc, chưa lập gia đình với nhiều thói quen bình thường. Nguồn gốc của tài sản của ông ta không ai biết và ông sống khá khiêm tốn. Ông đã sa thải người tùy tùng trước đây, James Forster, vì đem đến nước cạo râu lạnh hơn 2 độ so với thường lệ và loại một nhân viên cũ của ông vì đưa một bữa sáng trễ hơn ngày thường 1 phút. Ông thuê người tùy tùng mới tên là Passepartout, một người Pháp khoảng 30 tuổi.
Sau đó, trong ngày tại Câu lạc bộ Cải cách, ông tham gia vào một cuộc tranh cãi về một bài báo trên tờ nhật báo The Daily Telegraph, nói rằng với việc mở ra một đoạn đường sắt ở Ấn Độ mới, bây giờ người ta có thể đi vòng quanh thế giới trong 80 ngày.
Hành trình đề nghị
| London đến Suez            | Đường sắt và tàu hơi nước | 7 ngày  |
| Suez đến Bombay            | Tàu hơi nước              | 13 ngày |
| Bombay đến Calcutta        | Đường sắt                 | 3 ngày  |
| Calcutta đến Hong Kong     | Tàu hơi nước              | 13 ngày |
| Hong Kong đến Yokohama     | Tàu hơi nước              | 6 ngày  |
| Yokohama đến San Francisco | Tàu hơi nước              | 22 ngày |
| San Francisco đến New York | Đường sắt                 | 7 ngày  |
| New York đến London        | Tàu hơi nước              | 9 ngày  |
| Tổng cộng                  |                           | 80 ngày |

Hành trình này đã không tính đến những tình huống thực tế như rắc rối khi đi tìm phương tiện di chuyển, nhưng Fogg chắc chắn rằng với đầu óc tính toán siêu phàm của ông, ông có thể làm được điều đó. Ông chấp nhận một cuộc đánh cược trị giá £20.000 với các thành viên trong câu lạc bộ, rằng ông sẽ đi vòng quanh thế giới trong 80 ngày. Cùng với người tùy tùng Passepartout, ông rời London bằng tàu hỏa vào 8 giờ 45 tối ngày 2 tháng 10 năm 1872, và hẹn sẽ quay trở lại Câu lạc bộ Cải cách 80 ngày sau đó, ngày 21 tháng 12. Ông đã gặp những rắc rối như thanh tra Fix hay soi mói, đại tá Proctor, chủ tàu Speedy, bị người bản địa tấn công, bị ra trước tòa án, vào ngục, con tàu Tankadere gặp bão, người giúp việc Passepartout bị chuốc rượu say nhưng cuối cùng ông đã vượt qua với lòng dũng cảm, kiên cường, bình thản trước khó khăn.

## Ý nghĩa
Vòng quanh thế giới trong tám mươi ngày được viết trong thời kỳ khó khăn của cả nước pháp Pháp và bản thân tác giả. Đó là thời kỳ Chiến tranh Pháp-Phổ (1870–1871), khi ấy Verne được giao nhiệm vụ làm lính tuần duyên; ông đang gặp khó khăn về tài chính (các tác phẩm trước đây của anh ấy không được trả tiền bản quyền); cha của ông vừa qua đời.
Những đổi mới công nghệ của thế kỷ 19 đã mở ra khả năng đi vòng quanh thế giới nhanh chóng, và viễn cảnh đó đã mê hoặc Verne và độc giả của ông. Đặc biệt, ba đột phá về công nghệ đã xảy ra vào giai đoạn 1869–1870, khiến cho người ta có thể thực hiện được một chuyến du lịch vòng quanh thế giới đó là hoàn thành tuyến đường sắt xuyên lục địa đầu tiên ở Mỹ (1869), mở cửa Kênh đào Suez (1869) , và sự liên kết của các tuyến đường sắt Ấn Độ xuyên tiểu lục địa (1870). Đó là một dấu ấn đáng chú ý vào cuối thời đại khám phá và bắt đầu thời đại du lịch toàn cầu khiến cho việc đi lại hoàn toàn có thể được tận hưởng một cách tương đối thoải mái và an toàn. Nó khơi dậy trí tưởng tượng rằng bất cứ ai cũng có thể ngồi xuống, lên lịch trình, mua vé và đi du lịch vòng quanh thế giới, một kỳ tích trước đây chỉ dành cho những nhà thám hiểm anh hùng và gan dạ nhất.
Câu chuyện bắt đầu được đăng nhiều kỳ trên Le Temps vào ngày 6 tháng 11 năm 1872 và xuất bản thành nhiều phần trong 45 ngày tiếp theo, với thời gian kết thúc để đồng nhất cùng thời hạn ngày 21 tháng 12 của Fogg với thế giới thực. Chương 35 xuất hiện vào ngày 20 tháng 12; Ngày 21 tháng 12, ngày mà Fogg dự kiến sẽ xuất hiện trở lại London, không đăng chuyện mà đến hôm sau, vào ngày 22 tháng 12, hai chương cuối đã đăng về thành công của nhân vật Fogg. Khi truyện được xuất bản nhiều kỳ lần đầu tiên, một số độc giả tin rằng cuộc hành trình đang thực sự diễn ra và đã có những vụ cá cược, và một số công ty đường sắt và công ty vận chuyển tàu đã tác động Vern để được xuất hiện trong cuốn sách. Không rõ liệu Verne đồng ý yêu cầu của họ hay không, nhưng những mô tả về một số tuyến đường sắt và vận tải biển khiến một số người nghi ngờ rằng ông đã bị ảnh hưởng.
Liên quan đến cuộc đảo chính cuối cùng, Fogg đã nghĩ rằng nó diễn ra muộn hơn một ngày so với thực tế bởi vì ông đã quên rằng trong chuyến hành trình của mình, cứ đi qua 15 kinh độ thì thời gian cộng thêm 1 giờ. Tại thời điểm xuất bản và cho đến năm 1884, chưa có khái niệm đường đổi ngày quốc tế. Nếu có thì Fogg đã được biết về sự thay đổi ngày khi ông đến đường đổi ngày. Tuy nhiên, sai lầm của Fogg sẽ không có khả năng xảy ra trong thế giới thực bởi vì thời gian thực tế có thể dễ dàng nhận thấy được. Vương quốc Anh, Ấn Độ và Hoa Kỳ có cùng lịch chỉ khác nhau về các giờ địa phương. Khi đến San Francisco, Fogg sẽ nhận thấy rằng ngày địa phương sớm hơn một ngày so với nhật ký hành trình của mình. Do đó, chắc chắn Fogg sẽ thấy ngày khởi hành của chuyến tàu xuyên lục địa ở San Francisco và của tàu hơi nước Trung Quốc ở New York sớm hơn một ngày so với nhật trình. Ngoài ra, để không nhật thấy sai lệch về thời gian, Fogg cũng phải không được đọc báo. Bên cạnh đó, trong Who Betrays Elizabeth Bennet?, John Sutherland chỉ ra rằng Fogg và cộng sự sẽ phải "điếc, câm và mù" để không nhận thấy đường phố nhộn nhịp như thế nào vào "Chủ nhật" rõ ràng, khi mà Sunday Observance Act 1780 (Đạo luật Tuân thủ Chủ nhật 1780) vẫn còn đang có hiệu lực.

## Chuyển thể

### Phim
- Tám mươi ngày vòng quanh thế giới (phim 1956)
- Tám mươi ngày vòng quanh thế giới (phim 1988)
- Tám mươi ngày vòng quanh thế giới (phim 2004)

## Các bản dịch tiếng Việt
- Vòng quanh thế giới 80 ngày, Hà Mai Anh dịch, Sài Gòn, Nhà xuất bản Sống Mới, 1957
- Vòng quanh thế giới trong 80 ngày, Duy Lập dịch, Nhà xuất bản Văn Học
- 80 ngày vòng quanh thế giới, Phương Nhung dịch, Nhà xuất bản Mĩ Thuật